# Makoto Takeya
Makoto Takeya (竹谷 睦 Takeya Makoto?,  nacido el 27 de julio de 1977 en Kanagawa) es un exfutbolista japonés. Jugaba de defensa y su último club fue el Mito HollyHock de Japón.

## Trayectoria

### Clubes
| Club           | País  | Año  |
| -------------- | ----- | ---- |
| Mito HollyHock | Japón | 2001 |